# Peter Holland (zoologiste)
Peter William Harold Holland (né le 17 août 1963 ) est un zoologiste dont les recherches portent sur la façon dont l'évolution de la diversité animale peut être expliquée par l'évolution du génome. Il est actuellement professeur Linacre de zoologie à l'Université d'Oxford et membre du Merton College d'Oxford .

## Biographie
Après avoir obtenu son diplôme en zoologie au Queen's College de l'Université d'Oxford en 1984 et obtenu un doctorat en génétique au National Institute for Medical Research en 1987, Peter Holland occupe une série de postes de recherche, dont une bourse de recherche de la Royal Society University. Il devient professeur de zoologie à l'Université de Reading en 1994 à l'âge de 30 ans. En 2002, il est élu membre du Merton College et nommé 11e professeur Linacre de zoologie à l'Université d'Oxford, où il dirige le département de zoologie de 2011 à 2016 . Il est élu Fellow de la Royal Society (FRS) en 2003 .
Peter Holland est administrateur de la Marine Biological Association de 1998 à 2018  et président du comité de recherche. Il est administrateur de l'Institut Earlham en 2019 et est président du conseil d'administration en 2022 .

## Ouvrages
- Essential Developmental Biology, 1993 (en tant que coéditeur)
- The Evolution of Developmental Mechanisms, 1994 (en tant que coéditeur)
- Plus rapide que la Flèche : Wilfred Bartrop, football et guerre, 2009 [5]
- Le règne animal : une très courte introduction, 2011[6]. Également publié en japonais en 2014 sous le titre動物 たち の 世界 六億 年 の 進化 進化 を たどる たどる(Le monde des animaux: tracer 600 millions d'années d'évolution), et en arabe en 2016 comme المملكة الحيوانية: مقدمة قصيرة جدًّا.